# Billaea rutilans
Billaea rutilans là một loài ruồi trong họ Tachinidae.